# ATP Challenger Tunis-2
Der ATP Challenger Tunis (offiziell: Challenger Tunisie) war ein Tennisturnier, das von 1982 bis 1985 jährlich in Tunis, Tunesien, stattfand. Es gehörte zur ATP Challenger Tour und wurde im Freien auf Sand gespielt. 2002 und 2007 fand ebenfalls eine Austragung statt. Henrik Sundström ist mit zwei Titeln im Einzel Rekordsieger.

## Liste der Sieger

### Einzel
| Jahr                         | Sieger                 | Finalgegner          | Ergebnis      |
| ---------------------------- | ---------------------- | -------------------- | ------------- |
| 2007                         | Guillermo García López | Michael Lammer       | 6:4, 7:63     |
| 2003–2006: nicht ausgetragen |                        |                      |               |
| 2002                         | Raemon Sluiter         | Mario Radić          | 6:4, 7:5      |
| 1993–2001: nicht ausgetragen |                        |                      |               |
| 1992                         | Marcelo Filippini      | José Francisco Altur | 6:4, 6:2      |
| 1986–1991: nicht ausgetragen |                        |                      |               |
| 1985                         | Hans Schwaier          | Wolfgang Popp        | 6:4, 6:2      |
| 1984                         | Henrik Sundström (2)   | Thierry Tulasne      | 6:1, 6:4      |
| 1983                         | Henrik Sundström (1)   | Thierry Tulasne      | 6:3, 6:4, 6:2 |
| 1982                         | Juan Avendaño          | José García Requena  | 6:4, 6:4, 6:4 |

### Doppel
| Jahr                         | Sieger                            | Finalgegner                       | Ergebnis         |
| ---------------------------- | --------------------------------- | --------------------------------- | ---------------- |
| 2007                         | Ivan Dodig Frank Moser            | Jasper Smit Martijn van Haasteren | 4:6, 7:5, [11:9] |
| 2003–2006: nicht ausgetragen |                                   |                                   |                  |
| 2002                         | Álex López Morón Andrés Schneiter | Devin Bowen Ashley Fisher         | 6:4, 7:66        |
| 1993–2001: nicht ausgetragen |                                   |                                   |                  |
| 1992                         | David Adams Martin Damm           | Marcelo Filippini Diego Pérez     | 7:6, 6:1         |
| 1986–1991: nicht ausgetragen |                                   |                                   |                  |
| 1985                         | Hans Gildemeister Víctor Pecci    | David Mustard Jonathan Smith      | 2:6, 6:4, 6:3    |
| 1984                         | Ernie Fernández Michael Mortensen | Peter Elter Andreas Maurer        | 6:3, 6:4         |
| 1983                         | Per Hjertquist Gilles Moretton    | Peter Herrmann Damir Keretic      | 6:4, 6:3         |
| 1982                         | Steve Meister Craig Wittus        | Ismail El Shafei Jan Kodeš        | 6:4, 1:6, 6:1    |